# Selección de fútbol sub-20 de Benín
La Selección de fútbol sub-20 de Benín, conocida también como la Selección juvenil de fútbol de Benín, es el equipo que representa al país en la Copa Mundial de Fútbol Sub-20 y en el Campeonato Juvenil Africano, y es controlada por la Federación Beninense de Fútbol.

## Estadísticas

### Mundial Sub-20
- de 1997 a 2003 : No clasificó
- 2005 : Fase de grupos
- de 2007 a 2023 : No clasificó

### Campeonato Juvenil Africano
- de 1979 a 2003 : No clasificó
- 2005 :  Tercer Lugar
- de 2007 a 2011 : No clasificó
- 2013 : Fase de grupos
- de 2015 a 2019 : No clasificó
- 2023 : Cuartos de final